# Gewone esdoorn
Gewone esdoorn (Acer pseudoplatanus) is een soort uit het geslacht esdoorn (Acer).

## Determinatie
Gewone esdoorn groeit dikwijls als boom en bereikt een hoogte van 30 m. Ze heeft stevige twijgen die dikke tegenoverstaande knoppen met bleekgroene knopschubben dragen. De bladeren zijn vijflobbig en handnervig, bovenaan donkergroen, onderaan blauwgroen tot grijsrood. De toegespitste lobben zijn ongelijk gekarteld. De bladeren verschijnen iets voor de bloemen.

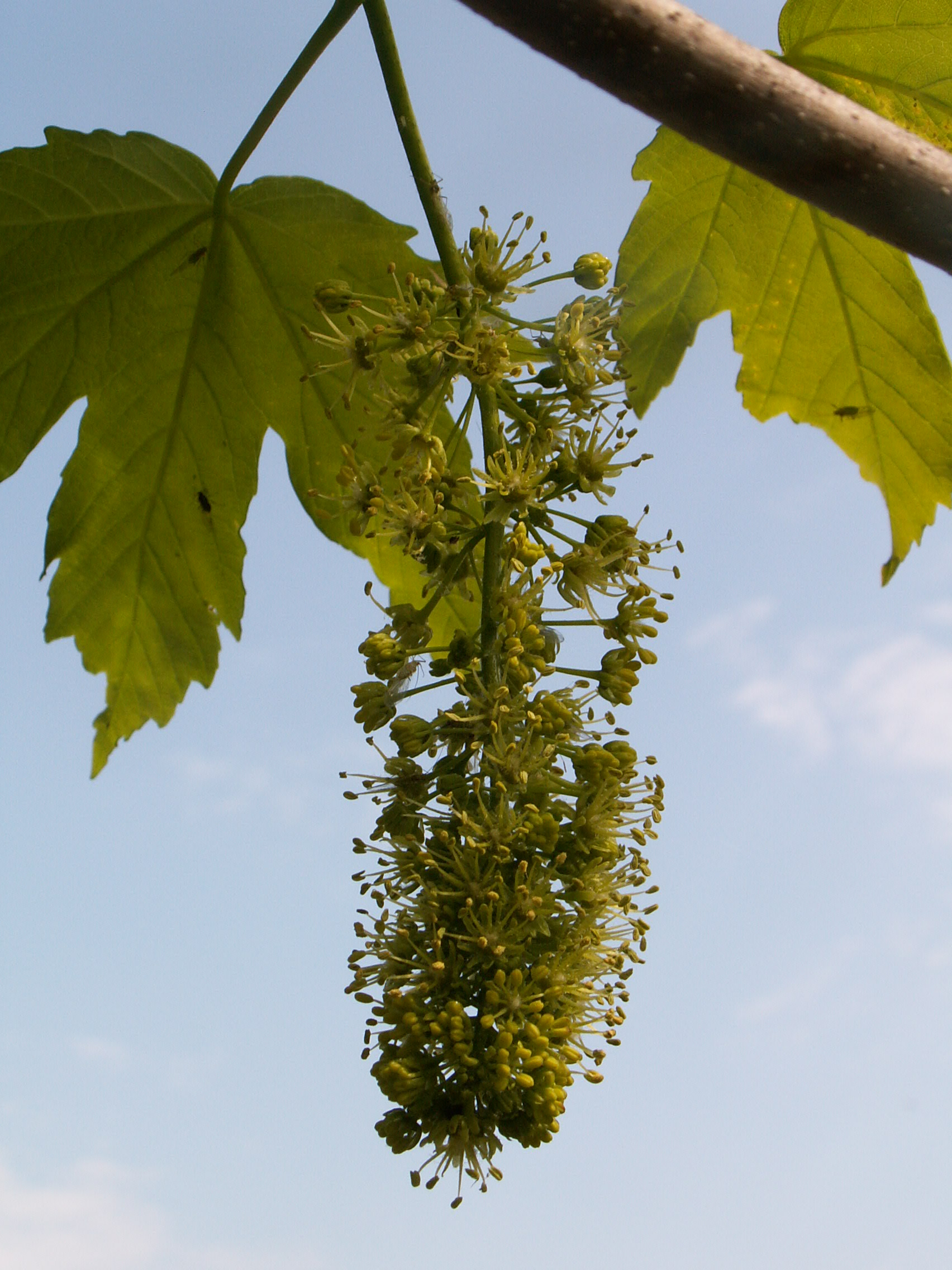
Bloeiwijze

De bloemen zijn geelgroen en ontstaan in hangende, aan de basis samengestelde trossen, in één tros kunnen mannelijke, vrouwelijke en steriele bloemen voorkomen.
Net als alle esdoorns heeft deze soort gevleugelde vruchten, die twee aan twee bij elkaar zitten. De vleugels van de vruchten vormen een scherpe tot een rechte hoek, smaller aan de basis. Deze vruchten ontkiemen de volgende lente. Ze zijn giftig voor paarden.

## Ecologie
Gewone esdoorn heeft graag een diepe frisse grond, maar groeit ook op gronden met een lagere trofiegraad. De soort is wel gevoelig voor bladluizen en meeldauw.
Onderzoek van de Universiteit Utrecht toonde in 2016 aan dat gewone esdoorn en, in mindere mate vederesdoorn (Acer negundo) veroorzaker kunnen zijn van atypische myopathie en daarom giftig zijn voor paarden.

### Syntaxonomie
In de syntaxonomie staat gewone esdoorn te boek als kensoort voor het onderverbond Ulmenion carpinifoliae van het verbond van els en gewone vogelkers (Alno-padion).

## Verspreiding
Het oorspronkelijke verspreidingsgebied van gewone esdoorn strekt zich uit over Zuid- en Centraal-Europa. In Nederland en België is ze sinds lang ingeburgerd

## Fotogalerij

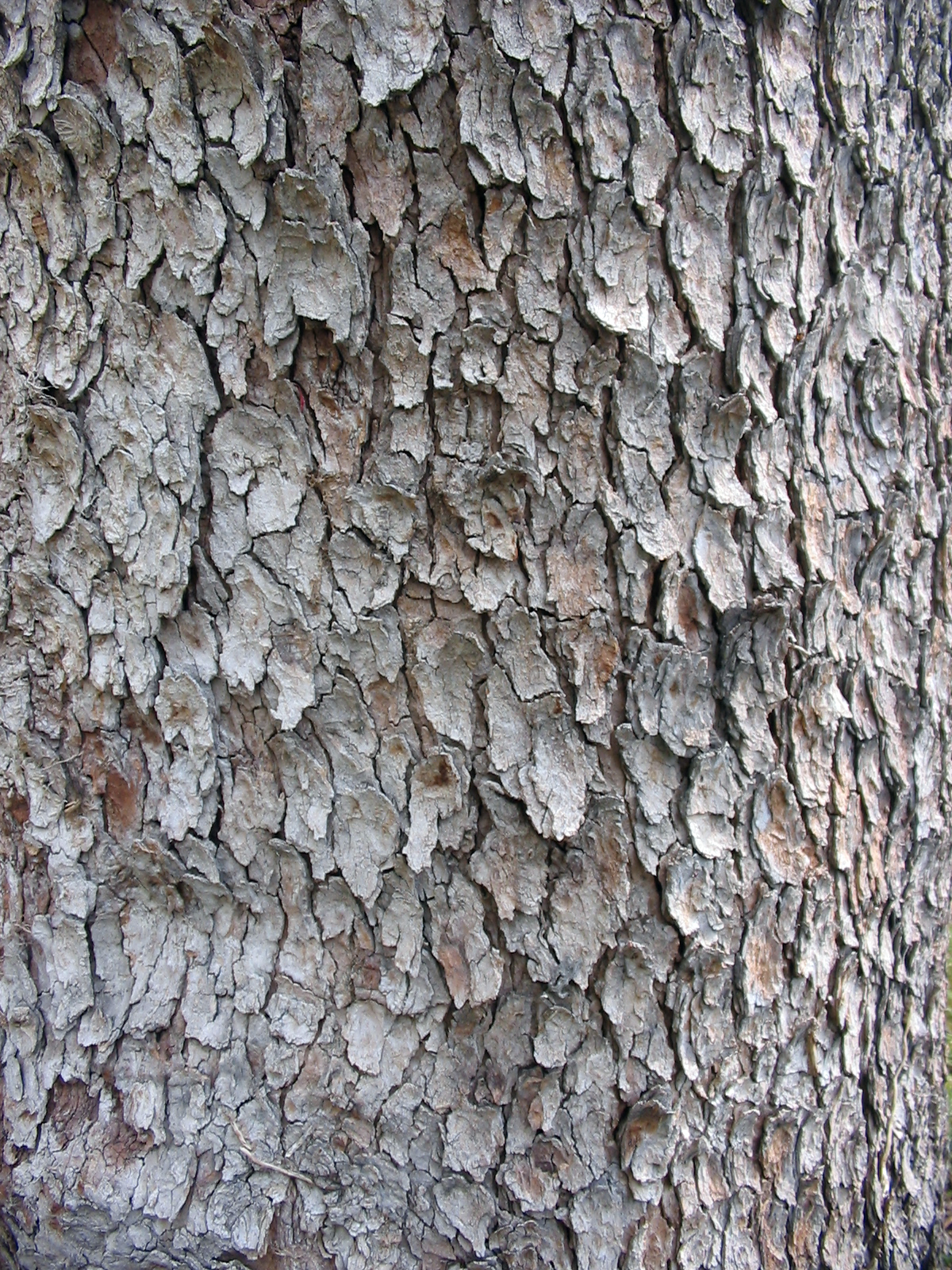
Bast
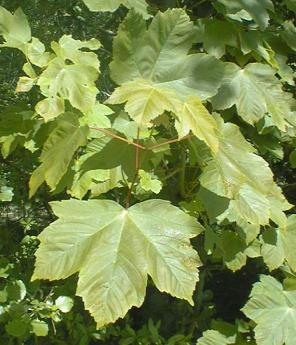
bladeren
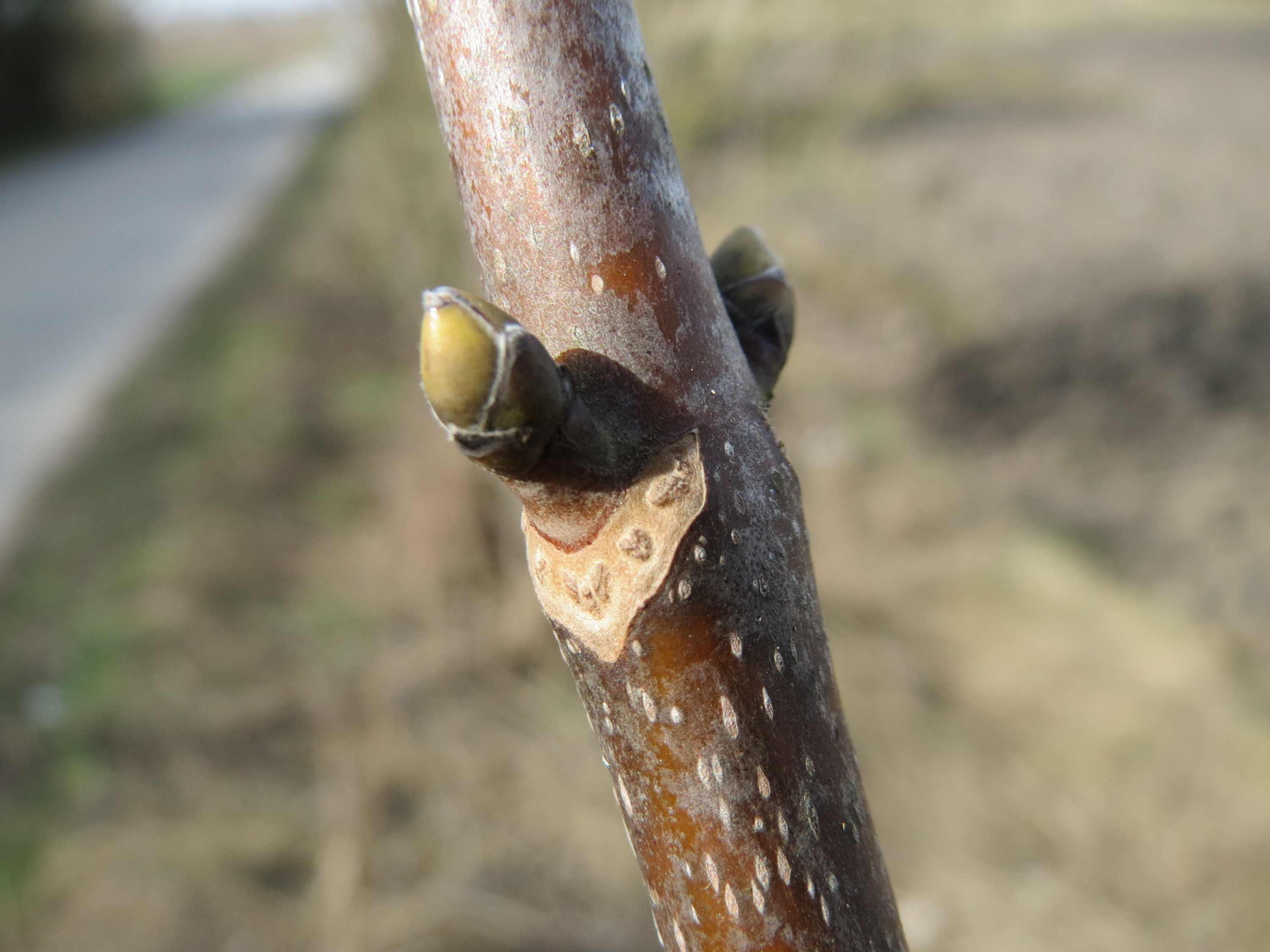
Bladlitteken
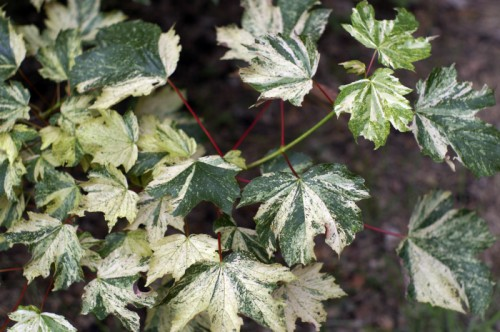
Acer pseudoplatanus 'Variegata'
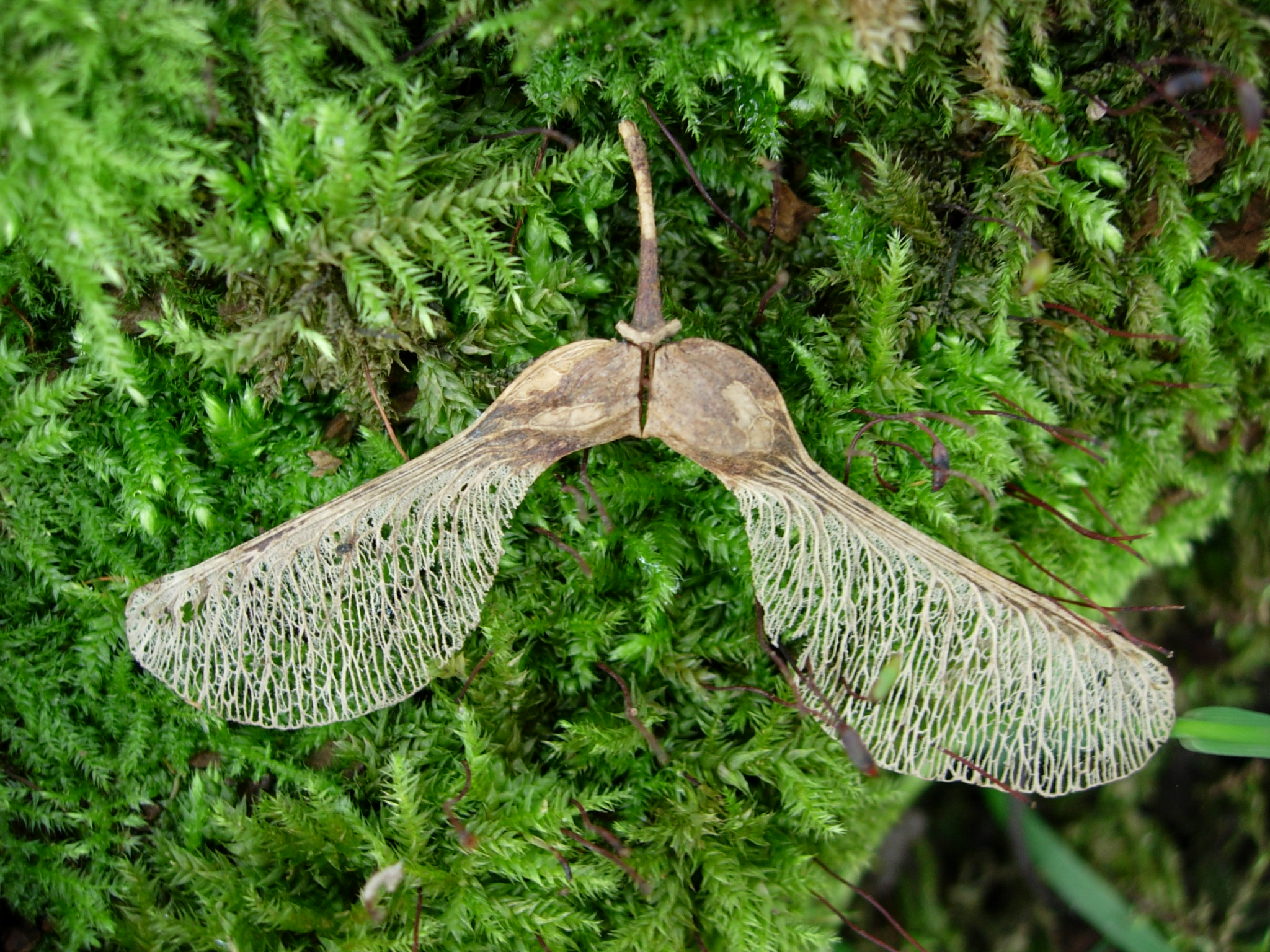
Vruchten
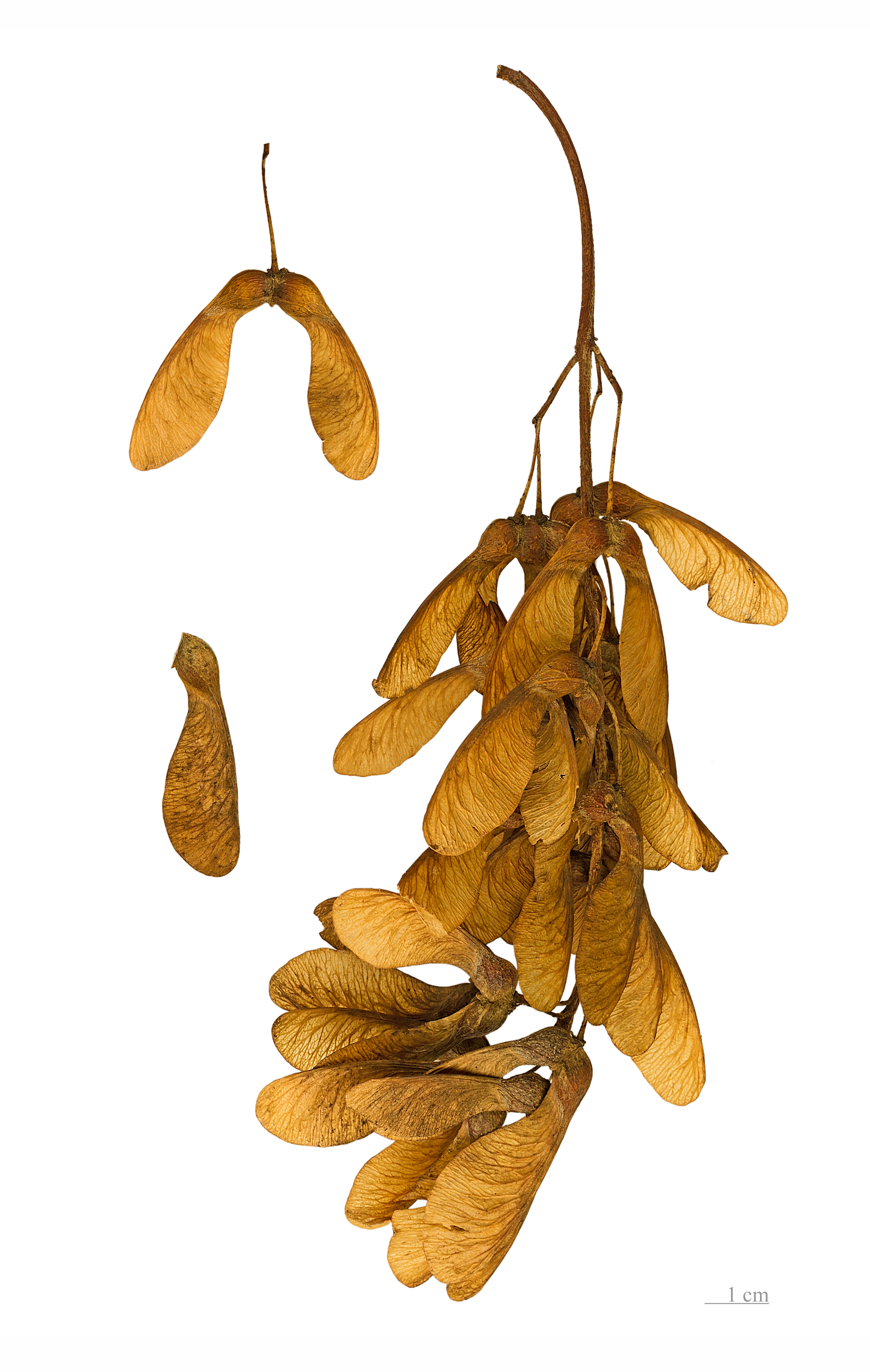
Vruchten